# Manuel Augusto Engrácia Carrilho
Manuel Augusto Engrácia Carrilho ComC • ComM (Sabugal, Souto, 17/27 de Setembro de 1916 - 30 de Novembro de 1992) foi um político português.

## Família
Filho de Carlos Carrilho e de sua mulher Clara Engrácia (1890 - 27 de Setembro de 1975), que moravam numa casa da Praça.

## Biografia
Licenciado em Agronomia pelo Instituto Superior de Agronomia da Universidade Técnica de Lisboa, foi Engenheiro Agrónomo.
Funcionário público, foi delegado da Junta de Colonização Interna em Coimbra, onde ingressou em 1948, promovendo a ocupação dos solos da área da chamada Quinta das Peladas ou Colónia Agrícola de Martim Rei, localizada entre o Sabugal e Quadrazais, aí se fixando populações que transformaram radicalmente a área. Em 1961 exerceu também a função de delegado do Governo junto da Federação dos Vinicultores do Dão.
Foi Deputado na VIII Legislatura entre 1961 e 1965, eleito pelo Círculo Eleitoral de Viseu, tendo feito parte de Comissões Parlamentares de Economia. Na 1.ª Sessão Legislativa (1961-1962) discutiu a proposta de lei de autorização das receitas e despesas para 1962, a proposta de lei sobre o emparcelamento da propriedade rústica e as propostas de lei relativas ao Estatuto da Saúde e Assistência e reforma da previdência social, fez considerações sobre problemas da família e referiu-se a questões relacionadas com o bem-estar rural e aos serviços de caminhos de ferro do Dão e Vale do Vouga. Na 2.ª Sessão Legislativa (1962-1963) congratulou-se com a visita dos Srs. Ministros das Corporações e Previdência Social, da Saúde e Assistência e Obras Públicas e Secretário de Estado da Agricultura ao distrito de Viseu e interveio no debate sobre o aviso prévio do Sr. Nunes Barata acerca da bacia hidrográfica do Mondego. Na 3.ª Sessão Legislativa (1963-1964) discutiu, na generalidade, a proposta de lei de autorização, de receitas e despesas para 1964, ocupou-se do problema da habitação rural e participou no debate do aviso prévio sobre a crise agrícola nacional e as medidas tomadas para a enfrentar. Na 4.ª Sessão Legislativa (1964-1965) não registou intervenções.
Foi, também, 89.º Governador Civil do Distrito de Viseu de 29 de Junho de 1964 a 19 de Janeiro de 1971, Comendador da Ordem Militar de Nosso Senhor Jesus Cristo a 28 de Janeiro de 1971, Presidente da Comissão da Região Centro - Coimbra, de 1971 a 1975, e Presidente da Câmara Municipal de Viseu, eleito em 1986, e, durante muitos anos, Provedor da Santa Casa da Misericórdia de Viseu.
A 31 de Maio de 1994 foi feito Comendador da Ordem do Mérito a título póstumo.
O seu filho veio a dar, à Praça onde ele nasceu, o nome de Praça Eng.º Engrácia Carrilho.

## Casamento e descendência
Casou com Maria do Céu Girão dos Santos Ferreira, filha de Nuno dos Santos Ferreira (Viseu, 1883 - ?) e de sua mulher Georgina Mendes Girão (Viseu, 27 de Março de 1890 - ?) e irmã de Nuno Fernando Girão dos Santos Ferreira, da qual teve quatro filhos e três filhas:
- Francisco Manuel Ferreira Carrilho, casado com Eunice Virgínia Valdez Faria Bidarra Palmeirão, da qual tem duas filhas e um filho:
  - Francisca Maria Palmeirão Carrilho
  - Teresa Maria Palmeirão Carrilho
  - Bernardo Manuel Palmeirão Carrilho
- Manuel Maria Ferreira Carrilho
- Nuno Carlos Ferreira Carrilho, casado com Maria Cristina Moreira Cardoso Menezes, da qual tem um filho e duas filhas:
  - Nuno João Menezes Carrilho (Lisboa, 5 de Abril de 1977), casado em Viseu a 12 de Julho de 2008 com Patrícia Isabel Sampaio Marques de Sousa (Viseu, 28 de Fevereiro de 1977), filha de Jorge Manuel Marques de Sousa (Viseu, 11 de Março de 1948 - Viseu, 8 de Outubro de 1989) e de sua mulher Maria Isabel Simões Sampaio (Viseu, 22 de Janeiro de 1949 - Viseu, 29 de Junho de 1993) e irmã de Alexandra Jorge Sampaio Marques de Sousa (Viseu, 26 de Abril de 1979), do qual tem uma filha:
    - Maria Rita de Sousa Carrilho (Porto, Cedofeita, 24 de Novembro de 2010)

  - Maria Margarida Menezes Carrilho (1981)
  - Maria Leonor Menezes Carrilho (1992)
- António Maria Ferreira Carrilho
- Maria do Rosário Ferreira Carrilho, tem de ... Fraga uma filha e um filho:
  - Catarina Carrilho Fraga de Mendonça
  - João Maria Carrilho Fraga de Mendonça
- Maria da Conceição Ferreira Carrilho, casada com Alain Bernard Raymond Jézéquel (Angers, 1953), do qual tem um filho:
  - Pierre Marie Carrilho Jézéquel
  - Matilde Carrilho Jézéquel
- Ana Maria Ferreira Carrilho, casada com Luís Filipe Coutinho Barros de Figueiredo, Advogado, filho de Álvaro Barros de Figueiredo (1933 - Agosto de 2000) e de sua mulher Maria Manuela Figueiredo Coutinho e irmão de Ana Maria Coutinho Barros de Figueiredo, Carlos Manuel Coutinho Barros de Figueiredo e Maria Paula Coutinho Barros de Figueiredo, de quem tem dois filhos e uma filha:
  - Frederico Carrilho Barros de Figueiredo
  - Manuel Carrilho Barros de Figueiredo
  - Maria do Carmo Carrilho Barros de Figueiredo